# Леон (департамент)
Лео́н (ісп. León) — один з департаментів Нікарагуа.

## Географія
Департамент знаходиться в західній частині Нікарагуа, на південь від нього лежить озеро Манагуа. Площа департаменту становить 5138,03 км². Чисельність населення 404 471 чол. (перепис 2012 року). Щільність населення — 78,72 чол./км². Адміністративний центр — місто Леон.
Межує на півночі з департаментом Естелі, на заході з департаментом Чинандега, на сході з департаментами Манагуа і Матагальпа.

## Муніципалітети
В адміністративному відношенні територія департаменту розділена на 10 муніципалітетів:
1. Ачуапа
2. Кесальгуаке
3. Ла-Пас-Сентро
4. Ларрейнага
5. Леон
6. Нагароте
7. Санта-Роса-дель-Пеньйон
8. Теліка
9. Ель-Саус
10. Ель-Хікараль